# Mopsos (Sohn der Manto)

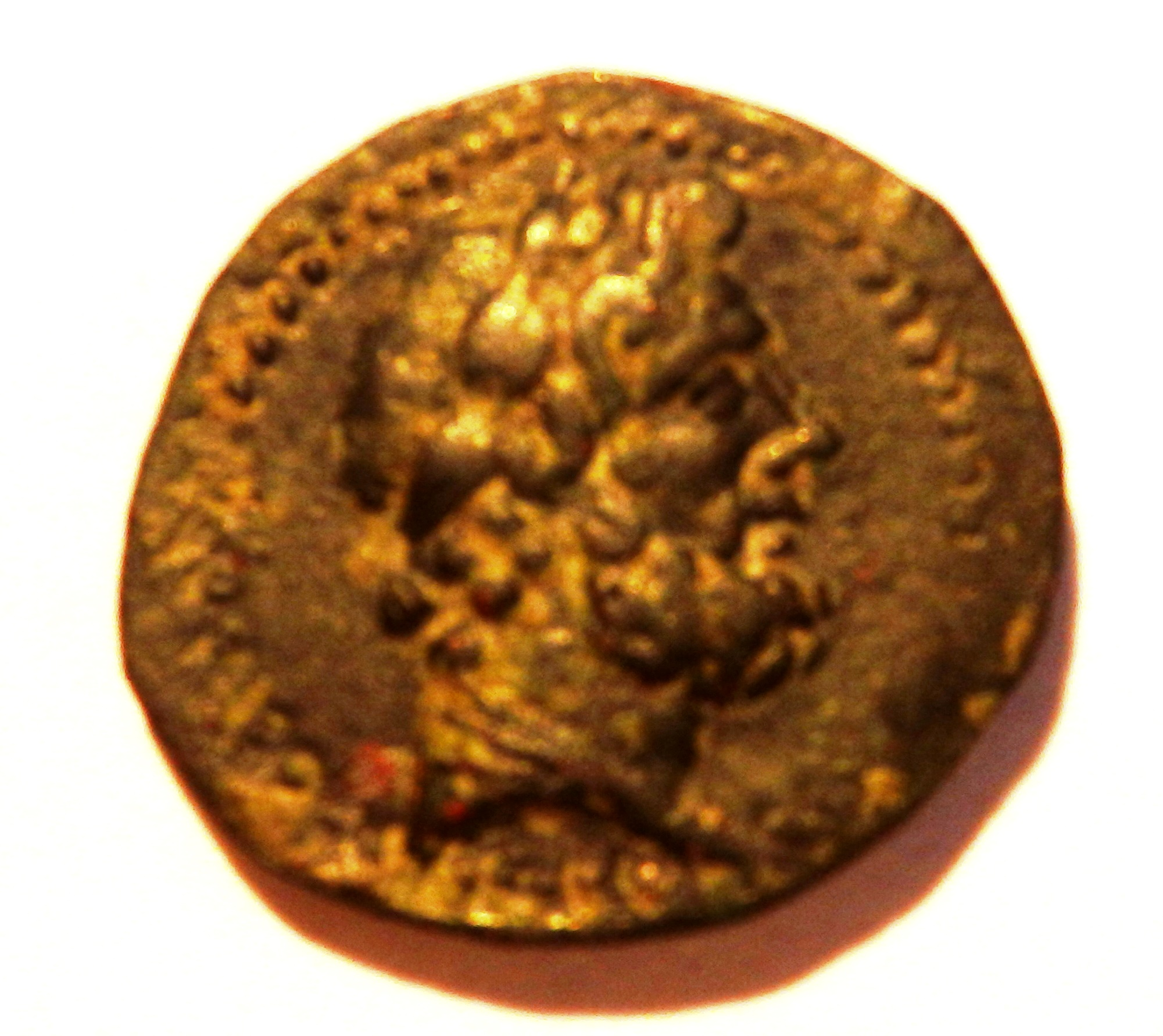
Abbildung des Mopsos auf einer Münze aus Mopsuestia in Kilikien

Mopsos (altgriechisch Μόψος Mópsos, luwisch wahrscheinlich Mukšas, Phönizisch vermutlich MPŠ) ist in der griechischen Mythologie der Enkel des Teiresias und der Sohn von dessen Tochter Manto und dem Rhakios oder dem Gott Apollon. Mopsos war ein berühmter Seher, der als Begründer des Orakels des Apollon in Klaros gilt. Er soll die Karer aus seinem Reich vertrieben haben.

## Überlieferung
Nach der Eroberung Trojas warnte Kalchas, der offizielle Seher des Trojanischen Krieges auf griechischer Seite, davor, mit dem Schiff die Rückreise anzutreten, da Athene die Griechen wegen der Schandtat des Aias bestrafen würde. Deshalb trat er die Reise zu Fuß an, und die Helden Amphilochos, Leonteus, Podaleirios und Polypoites schlossen sich mit ihrem Gefolge an. Sie erreichten schließlich das etwa 220 km südlich von Troja gelegene Kolophon und wurden von Mopsos, dem Herrscher von Kolophon, freundschaftlich aufgenommen. Zwischen den beiden Sehern Mopsos und Kalchas kam es zu einem divinatorischen Wettstreit, und so fragte Kalchas, wie viele Früchte wohl an einem bestimmten wilden Feigenbaum hingen. Mopsos antwortete 10.000, und es seien genau eine Feige mehr als ein Medimnos (etwa 50 Liter). Es zeigte sich, dass diese Angabe genau stimmte. Nun fragte Mopsos, wann seine trächtige Sau wie viele Jungen werfen würde, und Kalchas antwortete acht Ferkel. Mopsos sagte jedoch voraus, dass es neun männliche Ferkel seien und sie am nächsten Tag in der sechsten Stunde geboren würden. Auch dieses Mal stimmte seine Voraussage, und Kalchas starb, wie ihm prophezeit wurde, aus Scham und Enttäuschung über seine Niederlage.
Danach zog Mopsos zusammen mit Amphilochos und seinen Gefolgsleuten zunächst nach Pamphylien und gründete die Städte Phaselis und Aspendos. Ein Teil seines Gefolges blieb in Pamphylien zurück, als er weiter über das Taurusgebirge nach Kilikien zog. Wobei ein Teil seines Heeres bis nach Syrien und Phönizien vordrang. Eusebius von Caesarea berichtet, dass er dort ab 1184 v. Chr. regierte. Auf Mopsos sollen die Gründungen der kilikischen Städte Mopsukrene und Mopsuestia zurückgehen. Der Name Mopsuestia (auch Mopsou-Hestia) wird als „Herd des Mopsus“ erklärt. Das Motiv des tödlichen Wettkampfs unter Sehern wiederholte sich beim Streit mit Amphilochos. Nach Strabon regierte Mopsos in der von beiden gegründeten Stadt Mallos, südöstlich von Adana. Nach Amphilochos’ Rückkehr von Argos forderte er, von der Teilnahme an der Regierung ausgeschlossen, Mopsos zum Zweikampf, bei dem beide starben. Sie sollen am Berg Magarsa unweit der Mündung des Flusses Pyramos bestattet worden sein. In Kilikien soll noch zu Plutarchs Lebzeiten (1. Jahrhundert n. Chr.) ein Orakel des Mopsos existiert haben.

## Seevölkerinvasion
Einige Wissenschaftler vermuten, dass sich die Überlieferung um Mopsos auf den Teil der Seevölkerinvasion bezieht, der über das Festland in die Levante zog. So vermutete Fritz Schachermeyr, dass die Seevölker von Nordwesten nach Kleinasien einwanderten. Anhand der aufgefundenen Keramik datierte er dieses Ereignis auf etwa 1215 v. Chr. So soll auch die Datierung des Eusebius von Caesarea des Beginns der Regierung des Mopsos in Kilikien auf 1184 v. Chr. bestens hierzu passen. Auch der Angriff der Seevölker auf Ägypten, der auf 1177 v. Chr. datiert wird, passt in dieses Bild.
So wird auch vermutet, dass es sich bei der Geschichte des lydischen Historikers Xanthos von dem lydischen König Mopsos, der die Göttin Atargatis zusammen mit ihrem Sohn Ichthys (,Fisch’) im heiligen See bei Askalon ertränkte, auch um den gleichen Mopsos handeln könnte.
Auch die hieroglyphisch-phönizischen Bilingue von Karatepe des Azatiwada aus dem 8. Jahrhundert v. Chr. wird als Indiz für die Historizität des Mopsos angeführt. Hier wird ein Mukša, phönizisch mpš, erwähnt, der die Königslinie in Adana („Haus des Mukša“) begründet habe. Der Name Mukša war im Kleinasien der Bronzezeit seit Ende des 15. Jahrhunderts v. Chr. gebräuchlich und soll dem griechischen Mopsos entsprechen. Die in derselben Inschrift verwendete Bezeichnung Danuna für Adana soll letztendlich auf die am Zug des Mopsos beteiligten Danaer zurückgehen und das Hiyawa soll sich von Hyp-Achaioi ableiten.